# Ayọ

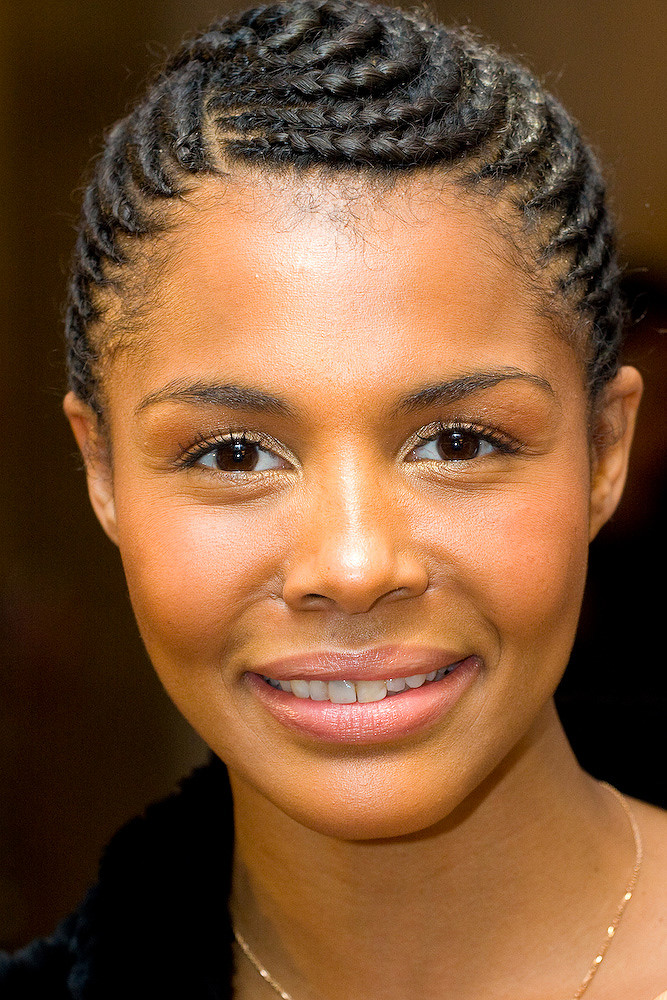
Ayọ am Nationaltheater, Warschau (2008)

Ayọ (* 14. September 1980 in Frechen; bürgerlicher Name Joy Olasunmibo Ogunmakin) ist eine deutsche Sängerin, die vorwiegend auf Englisch, bei Liveauftritten teilweise auch auf Französisch singt. Ihr Stil ist eine Mischung aus Soul, Reggae und Folk.

## Leben
Ayọ ist Tochter eines Nigerianers und einer in Deutschland geborenen Roma. Sie lernte mehrere Instrumente zu spielen, als Kind Geige, als Jugendliche Klavier und später Gitarre. Teile ihrer frühen Kindheit verbrachte sie in Nigeria. Mit 21 Jahren fing sie an zu reisen, lebte danach zeitweise in London und ließ sich später im Pariser Quartier des Halles nieder. Hier begann sie mit der Produktion ihres Debütalbums Joyful.
Das Wort Ayọ, mit Punkt unter dem „o“ geschrieben und offen gesprochen, bedeutet auf Yoruba „Freude“. Der Titel ihres Debütalbums bezieht sich darauf. Ayo ohne Punkt unter dem „o“ ist der Name eines Brettspiels.

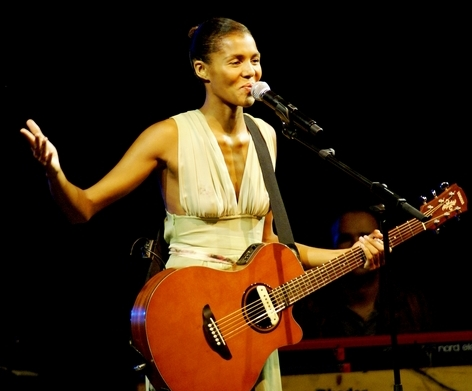
Ayọ in Monte-Carlo am 30. August 2007

Bis 2007 lebte Ayọ im Kerpener Stadtteil Brüggen. Zusammen mit dem Musiker und Produzent Patrice Bart-Williams, von dem sich später trennte, hat sie einen Sohn, der 2005, sowie eine Tochter, die 2010 geboren wurde. Ende 2007 zog die Familie in die USA, ins West Village im New Yorker Stadtteil Manhattan. Aus einer neuen Beziehung wurde ihr zweiter Sohn 2017 geboren.
Ayọ trat 2002 im Vorprogramm des englischen Sängers Omar auf. Sie nahm am SWR3 New Pop Festival 2007 im Theater Baden-Baden teil. 2007 machte die Sängerin eine Tour durch Deutschland und die USA.
Sie schrieb fast alle Lieder ihres ersten Albums Joyful selbst. Der Produzent der US-amerikanischen Sängerin Norah Jones, Jay Newland, produzierte die zwölf Titel des Albums. Das Album wurde 2006 zuerst in Frankreich und Italien veröffentlicht. In Frankreich erreichte es 2006 Platinstatus für mehr als 200.000 verkaufte Exemplare und erreichte als höchste Chartposition den 6. Platz. Das Album erreichte in den Schweizer Charts Platz 35. Auch ihre erste Single Down on My Knees war in den Charts vertreten. In Deutschland war das Album zwölf Wochen in den Charts mit Platz 40 als höchster Platzierung.
Ende September 2008 erschien ihr zweites Album Gravity at Last. Dieses enthält 13 Lieder, die Ayọ selbst schrieb und komponierte. Das Album wurde in nur fünf Tagen in den Compass Point Studios in Nassau auf den Bahamas aufgenommen und von Jay Newland mitproduziert.
Ayọs drittes Album Billie-Eve – benannt nach ihrer Tochter – erschien am 7. März 2011 in Frankreich. Es wurde teils im Sear Sound Studio in New York aufgenommen. Vier der insgesamt 15 Lieder des Albums (darunter It Hurts und Real Love) wurden später in Paris aufgezeichnet. An dem Album haben Craig Ross (der Gitarrist von Lenny Kravitz), der Rapper Saul Williams, Matthieu Chedid und Gail Ann Dorsey mitgewirkt. Als erster Titel aus dem Album wurde I’m Gonna Dance als Single und Video veröffentlicht.
2013 begann Ayọ mit der Aufnahme ihres vierten Albums Ticket to the World mit dem Produzenten ihrer ersten zwei Alben, Jay Newland. Das Album wurde am 14. März 2014 veröffentlicht.
Ebenfalls 2014 übernahm sie im Spielfilm Mord in Pacot (Meurtre à Pacot), einer haitianisch-französisch-norwegischen Koproduktion, die Hauptrolle. Im Jahr 2016 spielte Ayọ die weibliche Hauptrolle in dem deutsch-französischen Kinofilm Volt.
Am 6. Oktober 2017 wurde das fünfte Album der Sängerin veröffentlicht, welches nach ihr Ayọ benannt wurde. Aus diesem Album wurden zuvor zwei Singles veröffentlicht, I’m a Fool im Juni und Paname im September 2017.
Ayọs sechstes Album Royal wurde am 31. Januar 2020 veröffentlicht.
Das siebte Album Mami Wata wurde am 20. September 2024 veröffentlicht. Es enthält mit Kinder (Sind so kleine Hände) von Bettina Wegner das erste von Ayo in deutscher Sprache gesungene Lied.

## Diskografie

### Alben
| Jahr | Titel Musiklabel                         | Höchstplatzierung, Gesamtwochen, AuszeichnungChartplatzierungen (Jahr, Titel, Musiklabel, Platzierungen, Wochen, Auszeichnungen, Anmerkungen) | Höchstplatzierung, Gesamtwochen, AuszeichnungChartplatzierungen (Jahr, Titel, Musiklabel, Platzierungen, Wochen, Auszeichnungen, Anmerkungen) | Höchstplatzierung, Gesamtwochen, AuszeichnungChartplatzierungen (Jahr, Titel, Musiklabel, Platzierungen, Wochen, Auszeichnungen, Anmerkungen) | Höchstplatzierung, Gesamtwochen, AuszeichnungChartplatzierungen (Jahr, Titel, Musiklabel, Platzierungen, Wochen, Auszeichnungen, Anmerkungen) | Anmerkungen                              |
| Jahr | Titel Musiklabel                         | DE | CH | FR | BEW | Anmerkungen                              |
| ---- | ---------------------------------------- | --- | --- | --- | --- | ---------------------------------------- |
| 2006 | Joyful Polydor (UMG)                     | DE40 Platin · (12 Wo.)DE | CH35 Gold · (61 Wo.)CH | FR6 Diamant · (129 Wo.)FR | BEW35 (51 Wo.)BEW | Erstveröffentlichung: 12. Juni 2006      |
| 2008 | Gravity at Last Polydor (UMG)            | DE55 (3 Wo.)DE | CH10 (16 Wo.)CH | FR1 Platin · (50 Wo.)FR | BEW18 (30 Wo.)BEW | Erstveröffentlichung: 29. September 2008 |
| 2011 | Billie-Eve Polydor (UMG)                 | DE93 (1 Wo.)DE | CH25 (6 Wo.)CH | FR8 Gold · (16 Wo.)FR | BEW11 (17 Wo.)BEW | Erstveröffentlichung: 7. März 2011       |
| 2013 | Ticket to the World Motown Records (UMG) | DE76 (1 Wo.)DE | CH28 (3 Wo.)CH | FR11 (21 Wo.)FR | BEW20 (16 Wo.)BEW | Erstveröffentlichung: 7. Oktober 2013    |
| 2017 | Ayọ Ogun Music (Ogun)                    | — | — | FR93 (4 Wo.)FR | BEW133 (2 Wo.)BEW | Erstveröffentlichung: 6. Oktober 2017    |
| 2020 | Royal 3ème Bureau (Wagram)               | — | CH59 (2 Wo.)CH | FR31 (11 Wo.)FR | BEW89 (5 Wo.)BEW | Erstveröffentlichung: 31. Januar 2020    |
| 2024 | Mami Wata 3ème Bureau (Wagram)           | — | — | FR145 (1 Wo.)FR | — | Erstveröffentlichung: 20. September 2024 |

### Singles
| Jahr | Titel Album                     | Höchstplatzierung, Gesamtwochen, AuszeichnungChartplatzierungen (Jahr, Titel, Album, Platzierungen, Wochen, Auszeichnungen, Anmerkungen) | Höchstplatzierung, Gesamtwochen, AuszeichnungChartplatzierungen (Jahr, Titel, Album, Platzierungen, Wochen, Auszeichnungen, Anmerkungen) | Höchstplatzierung, Gesamtwochen, AuszeichnungChartplatzierungen (Jahr, Titel, Album, Platzierungen, Wochen, Auszeichnungen, Anmerkungen) | Höchstplatzierung, Gesamtwochen, AuszeichnungChartplatzierungen (Jahr, Titel, Album, Platzierungen, Wochen, Auszeichnungen, Anmerkungen) | Anmerkungen                                           |
| Jahr | Titel Album                     | DE | CH | FR | BEW | Anmerkungen                                           |
| ---- | ------------------------------- | --- | --- | --- | --- | ----------------------------------------------------- |
| 2009 | On aime, on aide –              | — | — | FR16 (2 Wo.)FR | — |                                                       |
| 2011 | I’m Gonna Dance Billie-Eve      | — | — | FR90 (1 Wo.)FR | — | Erstveröffentlichung: 17. Januar 2011                 |
| 2011 | How Many People? Billie-Eve     | — | — | FR71 (1 Wo.)FR | — |                                                       |
| 2013 | Fire Ticket to the World        | — | — | FR40 (14 Wo.)FR | BEW45 (1 Wo.)BEW | Erstveröffentlichung: 5. August 2013 feat. Youssoupha |
| 2013 | I’m Walking Ticket to the World | — | — | FR149 (1 Wo.)FR | — |                                                       |

Weitere Singles
- 2006: Down on My Knees (Joyful)
- 2008: Slow Slow (Run Run) (Gravity at Last)
- 2017: I’m a Fool (Ayọ)
- 2017: Paname (Ayọ)
- 2019: Beautiful (Royal)
- 2020: Rest assured (Royal)
- 2021: I’ll Be Right Here (Royal (Deluxe Edition))

### Videoalben
- 2007: AYO Live in Monte Carlo (vom PBS)
- 2007: Live at the Olympia (FR: Platin)

## Auszeichnungen für Musikverkäufe
| Goldene Schallplatte - Griechenland - 2007: für das Album Joyful - Italien - 2007: für das Album Joyful | Platin-Schallplatte - Polen - 2008: für das Album Gravity at Last 2× Platin-Schallplatte - Polen - 2007: für das Album Joyful |

Anmerkung: Auszeichnungen in Ländern aus den Charttabellen bzw. Chartboxen sind in ebendiesen zu finden.
| Land/RegionAuszeichnungen für Musikverkäufe (Land/Region, Auszeichnungen, Verkäufe, Quellen) | Gold     | Platin     | Diamant  | Verkäufe | Quellen                     |
| -------------------------------------------------------------------------------------------- | -------- | ---------- | -------- | -------- | --------------------------- |
| Deutschland (BVMI)                                                                           | —        | Platin1    | —        | 200.000  | Einzelnachweise             |
| Frankreich (SNEP)                                                                            | Gold1    | 2× Platin2 | Diamant1 | 460.000  | infodisc.fr snepmusique.com |
| Griechenland (IFPI)                                                                          | Gold1    | —          | —        | 20.000   | Einzelnachweise             |
| Italien (FIMI)                                                                               | Gold1    | —          | —        | 40.000   | Einzelnachweise             |
| Polen (ZPAV)                                                                                 | —        | 3× Platin3 | —        | 60.000   | olis.pl                     |
| Schweiz (IFPI)                                                                               | Gold1    | —          | —        | 15.000   | hitparade.ch                |
| Insgesamt                                                                                    | 4× Gold4 | 6× Platin6 | Diamant1 |          |                             |

## Filmografie
- 2014: Mord in Pacot (Meurtre à Pacot, Verweistitel Mord in Haiti)
- 2016: Volt

## Auszeichnungen
- European Border Breakers Awards 2008
- Globe de cristal 2014, Kategorie 'Beste weibliche Sängerin'[15]